# Papabuco
El papabuco és una de les llengües zapoteques que podria estar extinta durant els pròxims anys. En 2010 es va informar l'existència de dos parlants d'aquest idioma a Oaxaca. El territori on es va parlar papabuco abastava sectors de la Regió de la Sierra, compresa entre els municipis de San Juan Elotepec, Santiago Textitlán i Santa María Zaniza.
Al poble d'Elotepec, Oaxaca estan els últims parlants del papabuco.

## Classificació
Des del punt de vista lèxic el papabuco sembla una mica més proper a algunes varietats de zapoteco qua al chatino. No obstant això, alguns autors consideren que podria constituir una branca independent del zapotecano.